# كلية الطب (جامعة بني سويف)
كلية طب جامعة بني سويف هي كلية طب مصرية مقرها مدينة بني سويف وتختص بتدريس الطب والبحث العلمي في مجالاته المختلفة.

## نشأة الكلية
أنشئت كلية طب بني سويف بموجب القرار الجمهوري رقم 23 لسنة 1995 بإنشاء كلية الطب والمستشفى الجامعي الملحق بها، وقد ظلت كلية طب بني سويف جزءًا من فرع جامعة القاهرة ببني سويف حتى صدر القرار الجمهوري رقم 84 لسنة 2005 بفصل جامعة بني سويف عن جامعة القاهرة.

## المستشفي الجامعي
صدر القرار الجمهوري رقم 23 لسنة 1995 بانشاء كلية طب بني سويف والمستشفي الجامعي الملحق بها وكانت في ذلك الوقت تتبع جامعة القاهرة ولما صدر القرار الجمهوري رقم ( 84) لسنة 2005 باستقلال جامعة بني سويف عن جامعة القاهرة أصبحت المستشفي الجامعي تابعة لجامعة بني سويف.

## وصلات خارجية
- الموقع الرسمي للكلية